# Amandus subsulcatus
Amandus subsulcatus es una especie de insecto coleóptero de la familia Chrysomelidae.

## Distribución geográfica
Habita en Ternate (Indonesia).